# Lombardisch
Met de term Lombardisch wordt een groep dialecten bedoeld, die voornamelijk in het zuiden van Zwitserland (Tessin en Graubünden) en in het noorden van Italië (Lombardije en Piëmont) gesproken wordt.
Het is een streektaal die door een minderheid gesproken wordt en die aan het verdwijnen is. Zowel Ethnologue als de UNESCO erkennen het Lombardisch als een afzonderlijke taal en niet als dialect. Soms wordt het als een Italiaans dialect beschouwd, maar het wijkt sterk af van de Italiaanse standaardtaal en behoort ook tot een andere tak van de Romaanse taalgroep. Het gesproken Lombardisch is een Gallo-Romaanse taal en als zodanig meer verwant met bijvoorbeeld het Frans.
Voor schriftelijke documenten gebruikten Lombardisch sprekenden vroeger vaak het Toscaans, dat de basis is van het moderne Italiaans.
Italiaanstaligen begrijpen het Lombardisch niet of nauwelijks, terwijl ook de sprekers van de verschillende varianten van het Lombardisch elkaar soms maar met moeite begrijpen.
De taal laat zich grofweg in drie varianten verdelen:
- De Westlombardische groep (gesproken in Tessin, Milaan, Varese, Como en Lecco)
- Het Oostlombardisch (in Bergamo, Brescia en Crema). De varianten uit Veltlin en Graubünden worden, ondanks veel overeenkomsten met het Westlombardisch, tot de Oostlombardische tak gerekend.
- Het Zuidlombardisch, dat gesproken wordt in Cremona en Mantua. Deze variant heeft sterke invloeden uit het dialect van Emilia-Romagna en wordt soms ook als emiliaans beschouwd.

Naast deze varianten, die in een min of meer aaneengesloten gebied gesproken worden, zijn er ook hiervan geïsoleerd liggende gebieden waar het Lombardisch gesproken wordt op Sicilië, in Latium (met invloeden van het romanesco, het Romeinse dialect) en in Brazilië, waar het elementen uit het Portugees, Italiaans en het dialect van Veneto heeft.
Tot slot zijn er bepaalde beroepsgroepen waarvan het jargon Lombardische elementen bevat. Dit zijn onder meer het Gaì, gesproken door herders in de dalen van Bergamo en de Val Camonica en het Spasell, handelsjargon uit de Valassina.
Meestal worden alleen het West- en het Oostlombardisch als één natuurlijke taal beschouwd, terwijl de andere varianten tot de dialecten gerekend worden.
In het openbare leven wordt nog maar weinig dialect gesproken. Tussen familieleden, vrienden, collega's of dorps/streekgenoten is het gebruik nog redelijk algemeen, afhankelijk van sociale of geografische factoren. Ook op verkeersborden kan een gemeentenaam opduiken met zowel zijn Italiaanse als zijn dialectnaam. In de genoemde gebieden in Zwitserland daarentegen is het gebruik nog wijdverbreid en zijn er zelfs nog radio- en televisie-uitzendingen in het Lombardisch.